# Jules Gales
Jules Gales (Bech-Kleinmacher, 13 luglio 1924 – Remich, 22 maggio 1988) è stato un calciatore lussemburghese, di ruolo centrocampista.

## Carriera

### Club
Dal 1948 al 1953 giocò in patria con lo Spora Luxembourg. Vinse una Division Nationale e una Coupe de Luxembourg.

### Nazionale
Collezionò 22 presenze con la nazionale del Lussemburgo. Esordì il 2 maggio 1948 contro l'Austria.
Nel 1948 partecipò ai Giochi della XIV Olimpiade a Londra. Segnò una doppietta al primo turno contro l'Afghanistan (6-0). Nel turno successivo i lussemburghesi vennero eliminati dalla Jugoslavia (6-1).
Nel 1952 partecipò per la seconda volta ai Giochi Olimpici, a Helsinki. Durante la competizione il Lussemburgo eliminò il Regno Unito al primo turno ma fu sconfitto dal Brasile al turno successivo, perdendo 2-1. Gales andò in gol in entrambe le partite.

## Palmarès
- Campionato di calcio lussemburghese: 1

Spora Luxembourg: 1948-49
- Coppa del Lussemburgo: 1

Spora Luxembourg: 1949-50